# Психас, Петрос
Петрос Психас (греч. Πέτρος Ψυχάς; 28 августа 1998) — кипрский футболист, нападающий клуба «Аполлон».

## Биография

### Клубная карьера
На взрослом уровне дебютировал в составе «Аполлона» 14 мая 2016 года, отыграв весь матч против «Омонии». В августе 2017 года был отдан в аренду на один сезон в «Алки Ороклини», за который сыграл 8 матчей в чемпионате Кипра.

### Карьера в сборной
С 2016 года привлекается в молодёжную сборную Кипра.